# Arthropoma inarmata
Arthropoma inarmata är en mossdjursart som beskrevs av Gontar 1993. Arthropoma inarmata ingår i släktet Arthropoma och familjen Lacernidae. Inga underarter finns listade i Catalogue of Life.